# 里夏德·施密特
里夏德·施密特（德語：Richard Schmidt，1987年5月23日—），德国男子赛艇运动员。他曾代表德国参加2008年、2012年、2016年和2020年夏季奥林匹克运动会赛艇比赛，获得一枚金牌和二枚银牌。